# واتها (کارولینای شمالی)
واتها (به انگلیسی: Watha) شهری در ایالت کارولینای شمالی کشور ایالات متحده آمریکا است که جمعیت آن در سرشماری سال ۲۰۱۰ میلادی، ۱۹۰ نفر بوده‌است.